# Syllepis aurora
Syllepis aurora là một loài bướm đêm trong họ Crambidae.